# Mathias Ulrik Silfwerbrand
Mathias Ulrik Silfwerbrand, född 3 november 1799 i Övertorneå socken, död 19 september 1866 i Haparanda, var en svensk militär.
Silfwerbrand var son till majoren Johan Fredrik Silfwerbrand och Susanna Tornberg. Han blev furir vid Västerbottens regemente 1817, förare 1822, fältväbel 1823, fänrik 1829, löjtnant 1833 och premiärlöjtnant där 1840. År 1841 placerades han i Norrbottens fältjägarkår, där han var kapten 1849–1851 och samtidigt chef för Råneå kompani. År 1862 blev han kapten i armén och gränsbefälhavare i Haparanda. Han blev riddare av Svärdsorden 1865. 
I Silfwerbrands äktenskap med Maria Graan föddes flera barn, av vilka två döttrar gifte sig med Wilhelm Bäckman och en dotter var gift med Theodor Grape.